# Роланд Линц
Роланд Линц (на немски: Roland Linz) е роден на 9 август 1981 година в Леобен, Австрия. Той е австрийски футболист и играе за националния отбор на страната си. Участник на Евро 2008.
Линц е футболист на Аустрия Виена и е капитан на отбора. Играл е за Ница, португалските Боавища и Спортинг Брага и Грасхопер. Голмайстор на австрийската бундеслига за 2006 и 2011 година.

## Статистика
- 53 мача и 27 гола за ДСВ Леобен (1999-2001)
- 50 мача и 11 гола за ФК Аустрия Виена (2001-2003)
- 31 мача и 15 гола за Адмира Вакер Мьодлинг (2003-2004)
- 15 мача и 0 гола за ОЖК Ница (2004)
- 13 мача и 4 гола за СК Щурм Грац (2005)
- 31 мача и 15 гола за ФК Аустрия Виена (2005-2006)
- 28 мача и 10 гола за ФК Боавища (2006-2007)
- 33 мача и 11 гола за Спортинг Брага (2007-2009)
- 16 мача и 7 гола за Грасхопер (2009)
- 5 мача за Газиантепспор (2009-2010)
- 62 мача и 33 гола за Аустрия Виена (2010 - )